# Вега (комплекс радиотехнической разведки)
85B6-A «Вега» — российский комплекс радиотехнической разведки, предназначенный для обнаружения, определения координат, опознавания и сопровождения морских, наземных и воздушных (в том числе — низколетящих) объектов противника используя излучение их собственного радиоэлектронного оборудования.

## Описание
Разработан НПП «Спец-Радио» для выполнения широкого круга тактических задач:
- поддержки подразделений радиотехнических войск и частей РЭБ,
- повышение эффективности средств ПВО и систем раннего предупреждения/оповещения,
- контроля электромагнитной обстановки,
- наведения авиации,
- выявления источников помех,
- и т.д[1][2].

Задействование комплекса «Вега» в обеспечении боевых действий обеспечивает ряд значительных преимуществ:
- увеличение временного запаса на принятие решения о наличии воздушной угрозы со стороны противника,
- оптимизацию средств огневого поражения системы ПВО с учётом потенциальной угрозы постановки помех,
- адаптивное перераспределение энергетических ресурсов активных радиолокационных станций ПВО путём адекватной оценки локальной помеховой обстановки,
- повышение эффективности при наведении станций активных помех и систем РЭБ за счёт распознавания классов и видов целей по их излучению,
- повышение скрытности функционирования системы ПВО за счёт временного разделения режимов работы[1].

Стандартная конфигурация комплекса включает в себя пункт управления и три станции обнаружения, пеленгации и анализа «Орион», которые могут быть разнесены на расстояния до 30 км. Для повышения точности измерений каждая пеленгационная станция «Орион» может дополняться двумя-тремя технически упрощёнными мобильными пунктами радиотехнического контроля «Охота» связанными с ней широкополосным каналом связи при измерительной базе 5-6 км.

## Техническая спецификация
Для расширения технических возможностей системы определение координат целей реализовано совместным использованием угломерно-разностного и триангуляционного методов. При этом, собранная параметрическая и пеленговая информация со всех станций «Орион» передаётся на пункт управления, где вычисляется положение цели и траектория ее движения.
Количество одновременно отслеживаемых потенциальных целей — 60-100
Период обновления развединформации о целях — 6-10 секунд
Ошибка (в смысле СКО) определения координат цели на удалении 150 км при расстоянии между станциями 30 км — не более 5 км
Ошибка (в смысле СКО) определения координат цели на удалении 100 км при расстоянии между станциями 30 км — не более 2 км.
Диапазон рабочих частот — 0,8—18,0 ГГц (с возможностью расширения до 40)
Полоса мгновенного приёма — 500 Мгц
Частотное разрешение в пределах полосы мгновенного приёма — 1 МГц
Характеристики точности измерения:
Точность измерения длительности импульсов — 0,1 мкс
Точность измерения периода следования импульсов — 1 мкс
Дальность обнаружения надгоризонтных целей типа стратегической авиации — 400 км
Дальность обнаружения надгоризонтных целей типа тактической авиации — 150—200 км
Максимальная скорость обзора по азимуту 180 град./сек.
Азимутальный диапазон работы 360 градусов
Диапазон работы по углу места 0-20 градусов
Время развёртывания с марша 5-10 минут